# Jarmila Jeřábková
Jarmila Jeřábková (* 21. listopadu 1945, Pelhřimov) je česká návrhářka dřevěných hraček.

## Život
Po absolvování Střední uměleckoprůmyslové školy v Praze (obor návrhová a interiérová tvorba, design) nastoupila v roce 1964 do Ústředí lidové umělecké výroby (ÚLUV) jako designér interiérových doplňků, šperků a později i hraček. Zde působila do roku 1991.

## Dílo
V ÚLUV, jehož posláním bylo mapovat a rozvíjet svébytnou kulturu českého národa, prošla hračka v jejím pojetí několika vývojovými stádii. Pod jejím vedením se oživila výroba hraček z Příbrami, tzv. krušnohorských štípaných hraček z dřevěného soustruženého prstence i tzv. pošumavských hraček, pro které získala ke spolupráci tradičního výrobce Václava Kantora z Vlkonic u Vacova.
Od roku 1975 se designu hraček věnovala intenzivně. Při zachování tradiční technologie a materiálu dochází k přetváření v nový tvarově i funkčně moderní předmět, mnohdy přecházející v objekt uměleckého charakteru.

### Hodnocení díla
Jarmila Jeřábková svou systematickou prací a díky své nápaditosti, dokonalé stylizaci a výtvarné zkratce posunula vývoj tradiční hračky až k hračce designové. Její nezaměnitelná tvorba staví na přirozené kráse dřeva, kterému dává promyšlený jednoduchý tvar. Tajemství jejích návrhů je skryto v tvůrčím imperativu, který vyznává:
| „            | Není dokonalý ten tvar, k němuž už nelze nic přidat, ale naopak ten, ze kterého už nelze nic ubrat. | “ |
| — Adolf Loos | |   |

Hračky Jarmily Jeřábkové byly realizovány ve velkých sériích i jako originály. Ve svých sbírkách je vlastní Uměleckoprůmyslové muzeum a Národní muzeum v Praze, Galerie města Brna, Středočeské muzeum v Roztokách u Prahy. Nacházejí se rovněž v soukromých sbírkách po celém světě.
Její hračky se po dvacet let prodávaly v prodejnách Krásná jizba po celé republice a kultivovaly vkus dětí.

## Výstavy a ocenění

### Výstavy hraček
- 1971 Tunis
- 1972 Bogotá
- 1974 Káhira
- 1975 Olomouc, Santiago de Chile, Dillí, Moskva, Varšava
- 1976 Zlín, Bukurešť, Brusel, Antverpy, Havana, Gent
- 1977 Haag
- 1978 Oslo, Helsinky, Conakry
- 1983 Teplice, Krakov
- 1986 Praha
- 1988 Praha, Amsterodam
- 1989 Praha, Bratislava, Praha, Krakov
- 2003–2009 účast na oborových výstavách členů Asociace hračka
- 2010 Kamenice nad Lipou, výstava Hračky Jarmily Jeřábkové[2]

### Výstavy hraček včetně architektonického řešení výstav
- 1973 Muzeum České Budějovice
- 1974 Galerie Havlíčkův Brod
- 1978 Galerie Kendal (Velká Británie)
- 1981 Středočeské muzeum v Roztokách u Prahy
- 1985 Výstavní síň ÚLUV, Praha – grafický design a fotografie Milan Labašta
- 1986 Výstavní síň ÚLUV, Praha – grafický design a fotografie Milan Labašta
- 1987 Výstavní síň ÚLUV, Praha – grafický design a fotografie Milan Labašta
- 1988 Galerie Bibiana, Bratislava – grafický design a fotografie Milan Labašta
- 1993 Národní muzeum, Lobkovický palác, Praha – grafický design a fotografie Milan Labašta
- 1994 Národní muzeum, Lobkovický palác, Praha – grafický design a fotografie Milan Labašta
- 1995 Národní muzeum, Lobkovický palác, Praha – grafický design a fotografie Milan Labašta
- 2010 Uměleckoprůmyslové muzeum v Praze – Hračky: Jarmila Jeřábková; retrospektivní výstava – grafický design a fotografie Milan Labašta

### Architektonické řešení výstav mimo obor hračka
- 1995 Národní muzeum, Národopisná výstava k 100. výročí založení muzea
- 1996 Národní muzeum, Anglie a Čechy – grafický design a fotografie Milan Labašta
- 1998
  - Národní muzeum, Casanova v Čechách (k 200. výročí úmrtí) – grafický design a fotografie Milan Labašta
  - Národní muzeum, Z pokladnice Národního muzea (k 180. výročí založení Národního muzea) – grafický design a fotografie Milan Labašta
  - Pražský hrad, Korunovační klenoty (k 80. výročí vzniku Československé republiky) – grafický design a fotografie Milan Labašta
  - Pražský hrad, Drahé kameny v gotice – grafický design a fotografie Milan Labašta

### Významná ocenění
- 1976 Gent (Belgie) – v roce 1975 navrhla kolekci hraček na kolečkách, za které o rok později získala 1. cenu v belgickém Gentu.
- Jako první v Československu obdržela v roce 1988 za design v oboru hračka ocenění Institutem průmyslového designu, Dobrý design CID (Council of Industrial Design) za kolekci hmatových hraček.
- 1989 Krakov (Polsko), VIII. mezinárodní bienále – Stříbrné paví péro za kolekci loutek.
- 1975–1990: Během těchto let obdržela za design celkem 12 prvních, 4 druhé a 3 třetí ceny v oboru hračka (ÚLUV). Za svou designérskou činnost byla oceněna ministrem kultury.

## Galerie

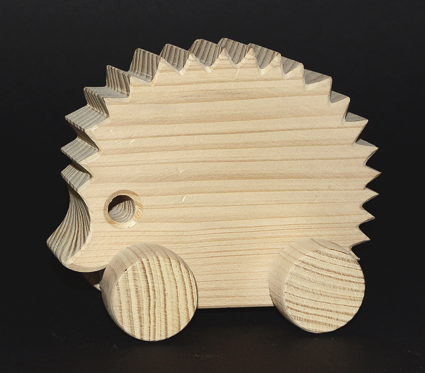
Ježek – 1. cena za kolekci pojízdných hraček (1975, Gent, Belgie)
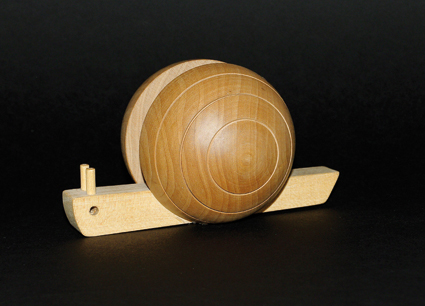
Šnek – pohyblivá hračka (1986)
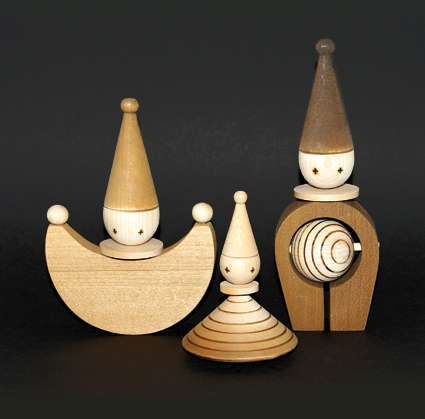
Pieroti – pohyblivá hračka (1990)
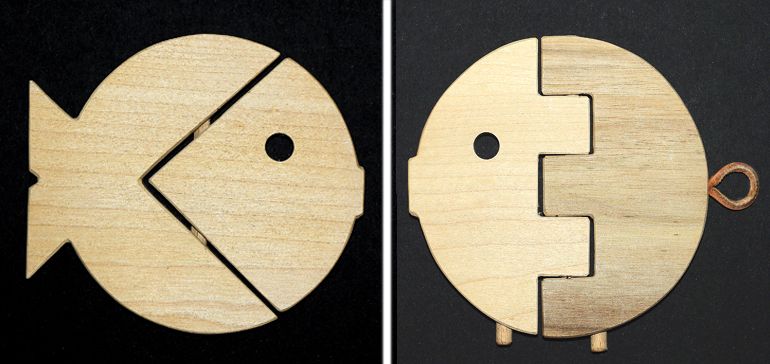
Ocenění Institutem průmyslového designu, Dobrý design CID (Council of Industrial Design) za kolekci hmatových hraček (1987)
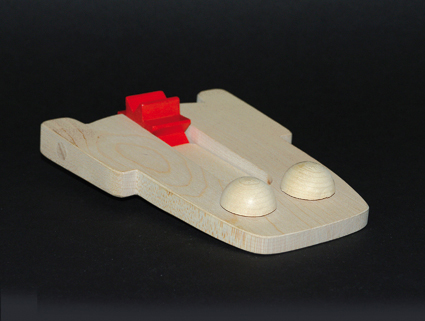
Žába – zvuková hračka (1992)
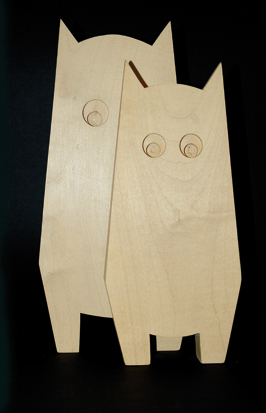
Sovy – výtvarný objekt (1992)